# Сєроштан Федір Кузьмич
Федір Кузьмич Сєроштан (Сіроштан) (17 листопада 1901, село Султан, тепер Ставропольського краю, Російська Федерація — 19 лютого 1953, село Холмогорівка району імені 28 гвардійців Талди-Курганської області, тепер Республіка Казахстан) — радянський казахський діяч, голова колгоспу імені Сталіна Кугалінського району Талди-Курганської області Казахської РСР. Герой Соціалістичної Праці (28.03.1948). Депутат Верховної Ради СРСР 1-го скликання (1941—1946).

## Біографія
Народився в родині пастуха. З 1918 року воював у загонах червоних партизан у Семиріччі. був начальником загону по боротьбі з бандитизмом у Кугалінському районі Казакської РСР.
У 1925—1931 роках — голова кредитного товариства в селі Холмогорівка Казакської АРСР. У 1928 році вступив до колгоспу імені Сталіна Кугалінського району.
У 1931—1953 роках — голова колгоспу імені Сталіна села Холмогорівка Кугалінського (з 1942 року — імені 28 гвардійців) району Алма-Атинської (потім — Талди-Курганської) області Казахської РСР.
Член ВКП(б) з 1937 року.
У 1947 році в колгоспі, керованому Федором Сероштаном, на 70 гектарах було вирощено по 37,4 центнера пшениці, з площі 3 тис. гектарів було зібрано в середньому по 14 центнерів з гектара.

## Нагороди
- Герой Соціалістичної Праці (28.03.1948)
- два ордени Леніна (5.11.1940, 28.03.1948)
- орден Трудового Червоного Прапора
- медаль «За трудову доблесть»
- медалі